# 류인희
류인희(柳仁熙, 1937년 10월 28일 봉화 ~ )는 대한민국 전직 공무원 출신 정치인이다. 41대 봉화군수이다.

## 학력
- 춘양초등학교(1944년 3월~1950년 2월)
- 춘양중학교(1950년 3월~1952년 2월)
- 봉화고등학교(1952년 3월~1955년 2월)
- 대경대학 사회복지(2001년~)

## 경력
- 대한통운 춘양출장소장(1968년 3월~1983년 10월)
- 전국산림개발협회장(1993년 4월~1994년 10월)
- 경상북도 봉화군 평화통일자문회협의회 회장(1996년 7월~1998년)
- 춘양태백새마을금고 이사장(1981년 5월~2002년 1월)
- 경림산업 대표이사(1992년 4월~2000년 12월)
- 경상북도의회 농림수산위원(1991년 7월~1995년 7월)
- 제41대 봉화군수(2002년 7월~2006년 6월, 한나라당)

## 역대 선거 결과
|  | 61.5% |

|  | 61.61% |

|  | 62.88% |

|  | 55.84% |